# Університет Макгілла
Університе́т Макґі́лла (англ. McGill University) — один з найстаріших та найвідоміших університетів Канади. Заснований в 1821 і відкритий в 1829 році в Монреалі (Квебек, Канада). Університетське приміщення (тоді Коледж Макґілла) розташовані в садибі Бернсайд-Плейс (англ. Burnside Place), яка відійшла «Королівському інституту розвитку навчання» разом з 10 000 фунтами стерлінгів за заповітом Джеймса Макґілла в 1813 році. Перші корпуси для університету побудовані в 1843 році. В рейтингу 2007 року за версією газети Таймс зайняв 12 місце в світі. Університет має 11 факультетів, близько 300 програм для навчання, а також більше ніж 33 тис. студентів.
Від початку заснування університету студенти у ньому навчалися не тільки наукам, але й активно займалися спортом. І це дало свій результат — заклад вважається батьківщиною хокею відтоді, як у 1877 році група студентів вигадала перші сім правил цієї гри.
На честь навчального закладу названо астероїд 6904 Макґілл

## Відомі випускники та викладачі університету
- Фредерік Андерманн — невролог, дослідник епілепсії.
- Ернест Резерфорд — лауреат Нобелівської премії з хімії 1908 року.
- Фредерік Содді — лауреат Нобелівської премії з хімії 1921 року.
- Ендрю Віктор Шаллі — лауреат Нобелівської премії з фізіології та медицини 1977 року.
- Вал Фітч — лауреат Нобелівської премії з фізики 1980 року.
- Девід Гантер Г'юбел — лауреат Нобелівської премії з фізіології та медицини 1981 року.
- Рудольф Маркус — лауреат Нобелівської премії з хімії 1992 року.
- Роберт Манделл — лауреат Нобелівської премії з економіки 1999 року.
- Збігнєв Бжезінський — американський політолог, соціолог та державний діяч.
- Джек Шостак — американський генетик, лауреат Нобелівської премії з фізіології та медицини 2009 року.
- Ральф Марвін Стейнман — американський імунолог і цитолог, лауреат Нобелівської премії з фізіології та медицини 2011 року.
- Стівен Артур Пінкер — американський психолог.
- Алберт Аґуайо — невролог.
- Валентина Курилів — методист історії Голодомору.
- Джон Фішер Бернс — британський журналіст, володар двох Пулітцерівських премій.